# Ъ (альбом)
«Ъ» («Твёрдый знак») — шестнадцатый студийный альбом рок-группы «Алиса», выпущенный 25 сентября 2010 года. Впервые диск можно было приобрести в Санкт-Петербурге перед автограф-сессией Константина Кинчева.
Выходу альбома предшествовал одноимённый сингл. Константин Кинчев рассказал о названии альбома:

Во-первых, есть песня такая. Твёрдый знак, если в синтаксическом ряду искать параллели, то для меня это точка. Это позиция человека, который определился и ставит эту точку. Но не как точка, что типа всё, а точка для определённого этапа работы. То есть такая утверждающая величина.

В 2013 году альбом был переиздан на двух грампластинках, тираж напечатан в Германии.

## Список композиций
Все тексты написаны Константином Кинчевым, вся музыка написана Константином Кинчевым.
Основная часть аранжировок была сделана Константином Кинчевым.
| №   | Название                          | Длительность |
| --- | --------------------------------- | ------------ |
| 1.  | «Ъ»                               | 3:50         |
| 2.  | «Крен»                            | 4:33         |
| 3.  | «В путь»                          | 6:23         |
| 4.  | «Зона»                            | 4:08         |
| 5.  | «Страх»                           | 6:03         |
| 6.  | «Работа»                          | 3:38         |
| 7.  | «Дождь и я»                       | 4:11         |
| 8.  | «Звезда»                          | 4:42         |
| 9.  | «Главное» (музыка Евгения Лёвина) | 3:25         |
| 10. | «Крик»                            | 6:11         |
| 11. | «Фавор»                           | 5:27         |

### Комментарии Кинчева к песням
«Твёрдый знак»: Так, некие размышления на тему того, что происходит, и как устоять тем, кто определился в своей дороге. Вот, собственно и все. И призыв к силе, чтобы можно было устоять, одолеть и победить. Написана 05.10.2008 в поезде Санкт-Петербург — Минск
«Крен»: ситуация, которая двинула написать эту песню — это вторжение грузинских войск два года тому назад. Раздумия на эту тему вылились в это произведение…Мои размышления на тему: что я могу сделать, когда рушится мир?-ничего, а я вне игры, не могу повлиять и подействовать каким-либо образом, кроме песни. Написана в 27.08.2008 в поезде Санкт-Петербург — Москва.
«У песни „В путь“ тоже история есть. Ко мне обратилось телевидение „ОРТ“ с просьбой написать песню к киноленте. Кинолента называлась „Адмирал“, получилась у меня вот такая песня, я её показал ОРТ, они её не приняли и слава Богу, потому что эта песня такого убогого фильма не достойна. Фильм абсолютно плоский, попсовый […] Песня о Колчаке в общем-то, если находить единственные адреса, если не единственные, то про любого героя, который готов за свои убеждения умереть. Путь воина.» Написана 01.02.2008 на «Покровке»
«Зона» «о том, что революцией занимаются или пришлые или хамы, это моё убеждение. А аристократы духа всегда стоят на позициях корневых, и понимают, что совершенного государства не бывает и надо жить в том, которое Господь даёт и не пытаться его менять. А пришлые, люди не ощущающие своих корней на этой земле и видящие свои корни где-то вне земли или хамы, у которых инстинкты доминируют над чувствами всегда готовы к революции». Написана 08.01.2008 на «Покровке»
«Страх» всегда созидателен, если это страх, связанный с высшей силой. Для меня является страхом отступить, сделать не так как должно, пребывать в этом ощущении единства и связи и бояться, когда ты эту связь теряешь. Вот этот страх как раз и даёт возможность не бояться". Написана 14.05.2009 Саба.
«Работа» — башлачёвская цитата, применимая ко мне. Если рок-н-ролл — это не работа, то жить — это большой труд, большая работа. Делать выводы, ошибаться, подниматься, падать, подниматься идти дальше, признавать ошибки, каяться и двигаться дальше по выбранному пути. Вот это работа жить, собственно об этом песня. Но я, честно говоря, когда писал эту песню…у меня вылетела из головы песня Башлачёва. Действительно, есть такая песня и как потом уже поразмыслив сопоставил, да вот так". Написана 09.11.2008 на «Покровке».
«Дождь и я»: «Возможно, это привет из прошлого на тонких связях. Я же от прошлого-то не отказываюсь, я всю свою жизнь целиком ценю. Романтическая зарисовка: вечер и утро, в этот промежуток размышление. Вышел человек из города вечером, вернулся утром в город, уже кое-что произошло, хотя вроде ничего и не произошло». Написана 23.01.2009 на «Покровке»
«Звезда» — «главным образом был шторм для написания этой песни. Попал в шторм на Онеге. Туда куда шёл один час, обратно возвращался четыре часа. На гребне дождя под надзором волны. Если устроен, заточен на то, чтобы ловить импульсы, всё — вдохновение, а если нет этого локатора, так хоть оприродься ничего и не напишешь». Написана 03.08.2007 в Саба
«Главное»: Апрель — это воскресение для меня. Чаю воскресения из мертвых, и жизни будущего века. Аминь. Так заканчивается Символ Веры. Написана 05.09.2008 в Ухте
«Крик». «От рифа она пошла, от гитарного рифа. Сначала был риф и смещенная доля рабочего барабана. А текст когда пошёл, то там как раз Башлачёв присутствовал. Я не могу сказать, что эта песня посвящена ему, но когда я писал этот текст, Башлачёв был где-то рядом». Написана 04.05.2009 в Саба.
«Фавор» — «это гора, где Христос преобразился при свидетелях. Ну и это задача для любого, на мой взгляд, думающего и чувствующего человека: стать новым человеком, преобразиться. Ну, как сверхзадача». Написана 07.11.2008 на Покровке

## Исполнители
- Константин Кинчев — вокал, гитары, клавиши, программирование
- Дмитрий «Ослик» Парфёнов — гитары, клавишные, программирование
- Евгений Лёвин — гитары
- Игорь Романов — гитары
- Пётр Самойлов — бас, вокал
- Андрей Вдовиченко — барабаны
- Даниил Калашник — гитары (7)
- Алексей Никифоров — труба (10)[7]

## Оформление
В центре красной обложки расположен белый ромб, внутри которого находится «Ъ» чёрного цвета. Под ромбом белым цветом нарисован логотип группы. Существуют мнения, что «Ъ» в ромбе — это деформированная буква А из логотипа группы.
Подарочное издание диска оформлено в виде книги в твёрдой обложке. Первая страница изготовлена из чёрного картона, на второй указан список композиций, и дана информация об исполнителях, месте записи и сведения. На следующих страницах идут тексты всех песен стилизованным «ломаным» шрифтом (на одной странице по одному тексту), и в последнюю страницу вложен сам диск. Оформлением альбома занимался М. Ганнушкин.

## Отзывы
Борис Барабанов в журнале Weekend пишет, что «серьёзному поэту редко в радость стихи на злобу дня. Песен-карикатур и песен-фельетонов Константин Кинчев и не писал никогда. Но после выхода „Ъ“ острее проявилось чувство, что при всем феноменальном контакте сегодняшней „Алисы“ с преданной аудиторией держится этот контакт на мастерстве фронтмена, на легенде, на звуке, и уже только потом — на тексте».
Александр Липницкий об альбоме: «Мне очень понравилось… звучание этого альбома какое-то такое более собранное по сравнению с предыдущими»